# Oleg Grisjkin
Oleg Pavlovitsj Grisjkin (Russisch: Олег Павлович Гришкин) (Moskou, 10 februari 1975) is een Russische voormalig professioneel wielrenner die in 1998 zijn debuut maakte. Hij was zowel op de weg als op de baan actief. Namens Rusland deed hij in 2004 mee aan de Olympische Zomerspelen. Samen met Aleksej Sjmidt reed hij de koppelkoers, waarin ze als 17e eindigden.
Na zijn wielercarrière ging Grisjkin aan de slag als teamleider van Team RusVelo.

## Belangrijkste overwinningen

### Weg
1997
Eindklassement Vijf ringen van Moskou
1998
Gran Premio Industria e Commercio di San Vendemiano
2002
 Russisch kampioen op de weg, Elite
GP van Tallinn-Tartu
2003
Grote Prijs van Rennes
2e etappe Tour de Beauce
1e, 4e, 5e en 6e etappe Ronde van de Zuid-Chinese Zee
Eindklassement Ronde van de Zuid-Chinese Zee
2007
4e etappe deel B Tour de Beauce

### Baan
| Jaar     | RK          | EK       | WK       | WB                                               | Overig   |
| Amateurs | Amateurs    | Amateurs | Amateurs | Amateurs                                         | Amateurs |
| -------- | ----------- | -------- | -------- | ------------------------------------------------ | -------- |
| 1999     | Koppelkoers |          |          |                                                  |          |
| Profs    |             |          |          |                                                  |          |
| 1999     |             |          |          | Koppelkoers Mexico                               |          |
| 2000     |             |          |          |                                                  |          |
| 2001     |             |          |          |                                                  |          |
| 2002     |             |          |          |                                                  |          |
| 2003     |             |          |          |                                                  |          |
| 2004     |             |          |          | Ploegenachtervolging Moskou · Koppelkoers Moskou |          |

## Resultaten in voornaamste wedstrijden
| Jaar | Gent-Wevelgem |
| ---- | ------------- |
| 2003 | 13e           |

## Ploegen
- 1998 –  Ballan (stagiair, vanaf 01-09)
- 1999 –  Ballan-Alessio
- 2001 –  Navigators Cycling Team
- 2002 –  Navigators Cycling Team
- 2003 –  Navigators Cycling Team
- 2005 –  Navigators Insurance Cycling Team
- 2006 –  Navigators Insurance Cycling Team
- 2007 –  Navigators Insurance Cycling Team

Wielerploegen van Oleg Grisjkin
Baffi · Baldo · Canzonieri · Cattai · Colombo · Finco · Hontsjenkov · Leoni · Loda · Oegroemov · A. Ongarato · R. Ongarato · Tosatto · Tronca · Grisjkin (stagiair) · Smirnov (stagiair) 
Baldato · Baldo · Ferrigato · Finco · Grisjkin · Hontsjenkov · Hvastija · Loda · Oegroemov · Ongarato · Simoni · Smirnov · Tosatto